# Kiwifrucht

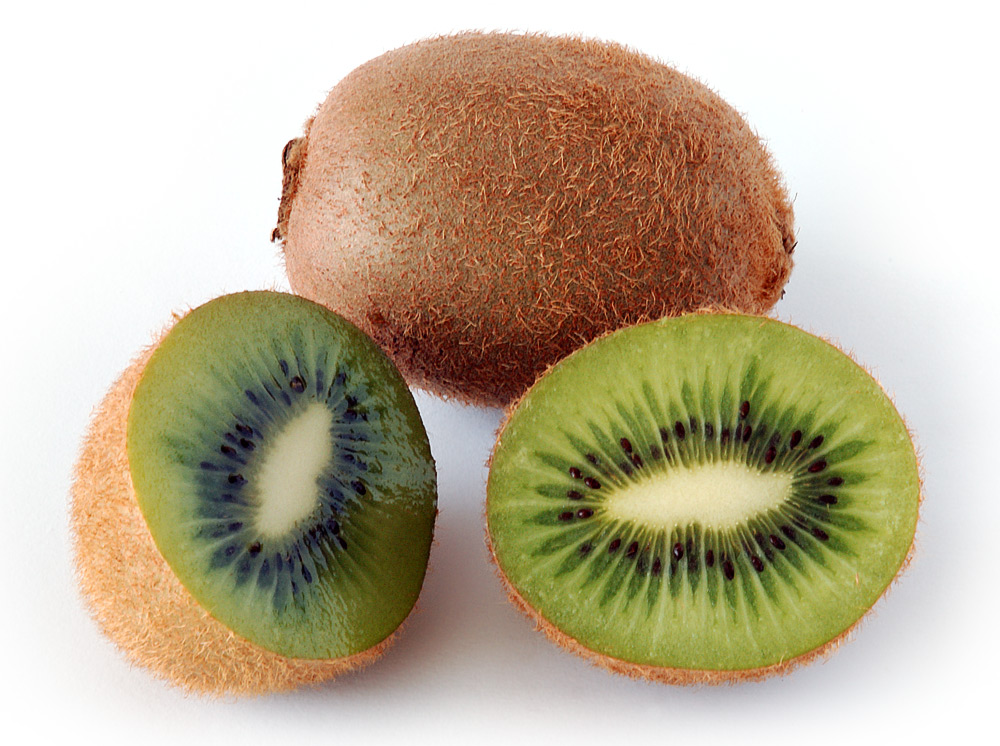
Kiwifrucht

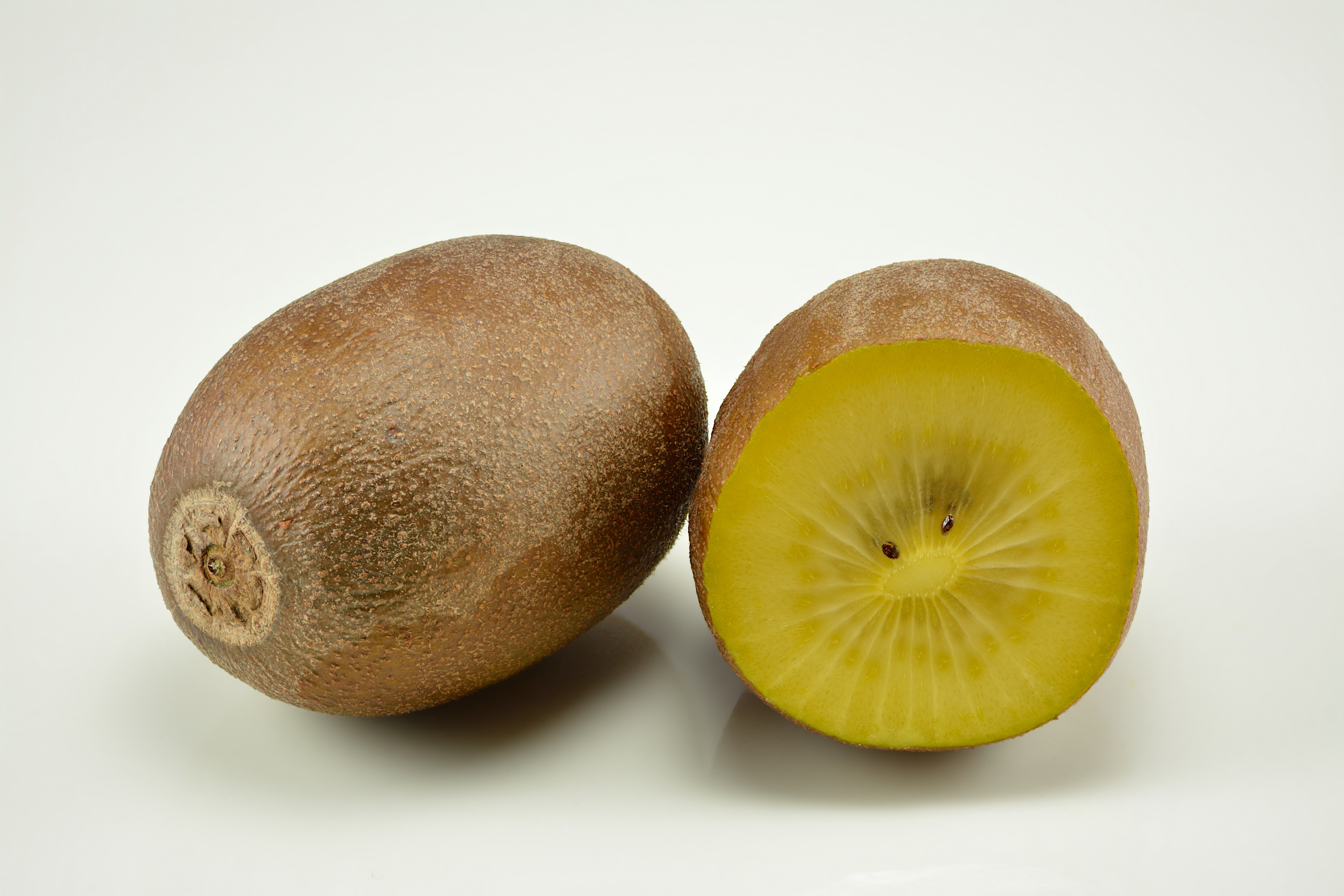
Gelbe Kiwifrucht 'Soreli'

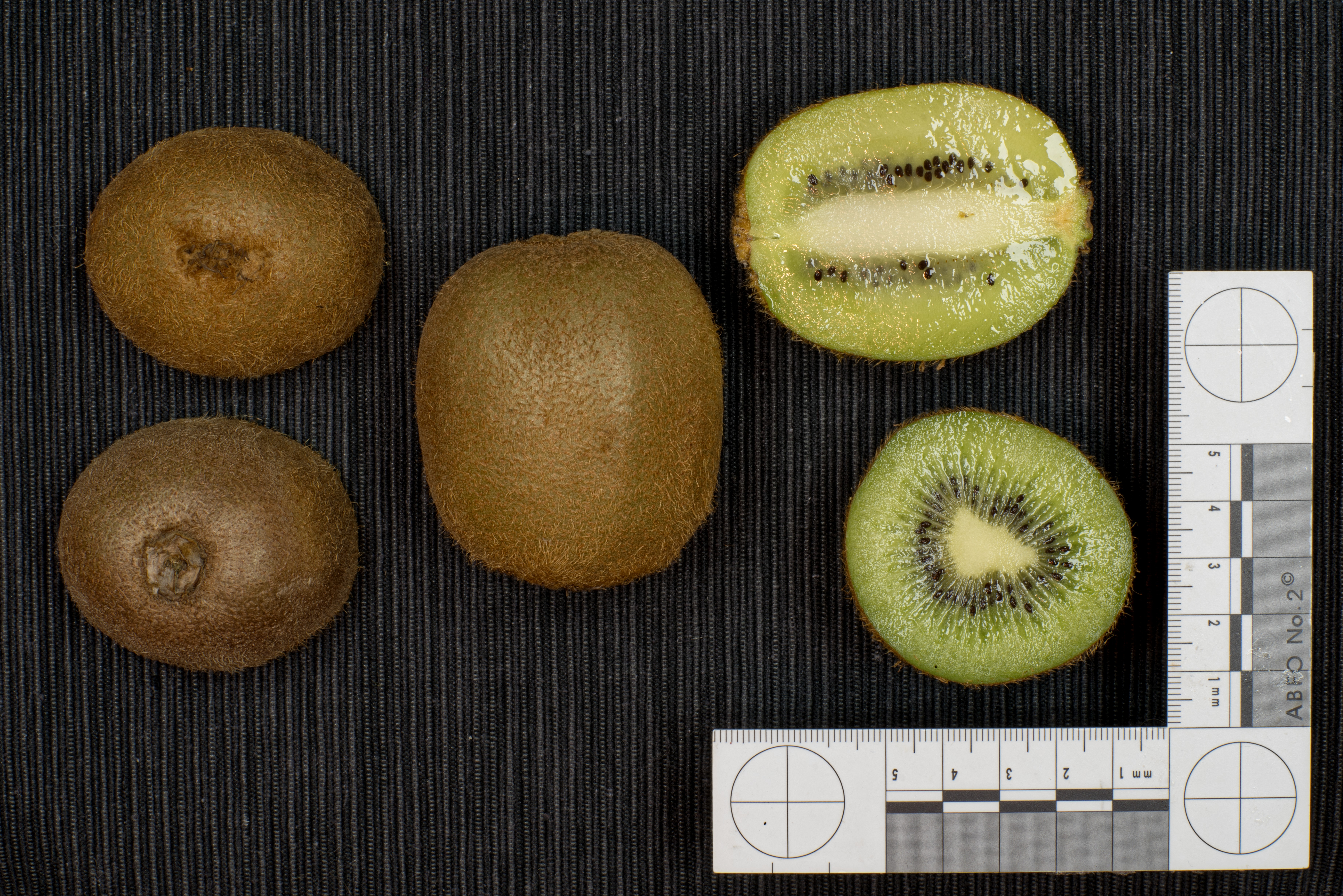
Ansichten der Frucht

Als Kiwi, Kiwifrucht oder Chinesische Stachelbeere bezeichnet man die Beerenfrucht mehrerer Arten der Strahlengriffel. Ursprünglich stammen alle Kiwiarten aus Ostasien. Die Frucht bezeichnet man als „die Kiwi“ (Femininum), wohingegen der Vogel „der Kiwi“ (Maskulinum) ist.

## Geschichte
Vermarktet werden heute folgende Arten:
- Actinidia deliciosa – sie liefert den überwiegenden Teil der im Handel erhältlichen Kiwis.
- Actinidia chinensis – vertrieben unter anderem als „Kiwi Gold“.
- Scharfzähniger Strahlengriffel (Actinidia arguta) – eine frostharte Art mit kleinen Früchten, im Handel u. a. als „Kokuwa“, „Weiki“ oder „Maki“ erhältlich.
- Sibirischer Strahlengriffel (Actinidia kolomikta) – besonders frosthart, aber für den kommerziellen Anbau wenig geeignet, da die Früchte klein sind und schnell abfallen.

Die anfangs als Chinesische Stachelbeere bezeichnete Frucht stammt ursprünglich aus dem Gebiet des Jangtsekiang im Nordosten Chinas. In den dortigen Wäldern wächst sie als kräftige, holzige Liane oder kletternder Strauch. Der ursprüngliche Name der Kiwifrucht – bezogen auf Actinidia chinensis – ist Yang Tao. Dieser historische Name aus dem 19. Jahrhundert wird im heutigen Chinesischen kaum noch für Kiwifrucht gebraucht und könnte leicht mit der gegenwärtigen gleichnamigen Sternfrucht (Yang Tao, 杨桃) verwechselt werden. Der geläufige Name in China, Taiwan und anderen chinesischsprachigen Ländern/Regionen lautet derzeit Mi Hou Tao für einheimische Kiwis (猕猴桃) oder Qi Yi Guo für importierte (奇异果).
Die Frucht wurde 1904 von der Schuldirektorin Mary Isabel Fraser von einem China-Aufenthalt nach Neuseeland eingeführt und erfreute sich zunehmender Beliebtheit. 1952 begann der Export der Actinidia deliciosa von Neuseeland aus zunächst nach England, wo sie auf dem Fruchtmarkt ungewöhnlich gut angenommen wurde und bald auch nach Kontinentaleuropa und Nordamerika exportiert wurde. 1959 gab man ihr in London die Bezeichnung „Kiwi“, nach dem gleichnamigen Vogel.
In der Bundesrepublik Deutschland galten Kiwis in den späten 1970er und frühen 1980er Jahren als Trend-Frucht. Im Zeitraum von 1972 bis 1981 stieg der Konsum von Kiwis im Land von 900.000 Stück auf 85 Millionen Stück an. Zu dieser Zeit erfreut sich die Kiwi jedoch offenbar noch keiner ungeteilten Beliebtheit. So bezeichnete sie der Gastronomiekritiker Wolfram Siebeck 1982 als „geschmacklosen Softie“, der „überhaupt nichts taugt“. Dennoch stieg der Konsum massiv weiter an. Im Jahr 2019 wurden 108.000 Tonnen Kiwis nach Deutschland eingeführt. Dies entspricht bei einem durchschnittlichen Einzelgewicht von ca. 90 g einem Konsum von ca. 1,2 Milliarden Kiwis jährlich.

## Wirtschaftliche Bedeutung
Im Jahr 2022 wurden weltweit 4.539.471 Tonnen Kiwifrüchte (alle Sorten) erzeugt. Auf die Volksrepublik China entfiel dabei mehr als die Hälfte der weltweiten Gesamternte (52 %). Europa produzierte im gleichen Zeitraum 971.837 Tonnen. Die größten europäischen Produzenten waren Italien, Griechenland und Portugal.
Die fünf größten Produzenten der Welt erzeugten 2022 zusammen 90,8 Prozent der Gesamternte.

Magnetresonanztomografie:
136 Schichten einer Kiwi

| Rang | Land                | Menge (in t) |
| ---- | ------------------- | ------------ |
| 1    | Volksrepublik China | 2.380.304    |
| 2    | Neuseeland          | 603.523      |
| 3    | Italien             | 523.120      |
| 4    | Griechenland        | 320.270      |
| 5    | Iran                | 294.571      |
|      | Summe Top Five      | 4.121.788    |

## Durchschnittliche Zusammensetzung
Die Zusammensetzung von Kiwifrüchten schwankt naturgemäß, sowohl in Abhängigkeit von der Sorte, den Umweltbedingungen wie Boden und Klima als auch von der Anbautechnik je nach Düngung und Pflanzenschutz.
Angaben je 100 Gramm essbarem Anteil:
| Bestandteile    |        |
| --------------- | ------ |
| Wasser          | 83,2 g |
| Eiweiß          | 1,0 g  |
| Fett            | 0,6 g  |
| Kohlenhydrate 1 | 9,1 g  |
| Ballaststoffe   | 2,1 g  |
| Mineralstoffe   | 0,7 g  |

| Mineralstoffe |        |
| ------------- | ------ |
| Natrium       | 3 mg   |
| Kalium        | 315 mg |
| Magnesium     | 25 mg  |
| Calcium       | 40 mg  |
| Mangan        | 95 µg  |
| Eisen         | 800 µg |
| Kupfer        | 95 µg  |
| Zink          | 110 µg |
| Phosphor      | 30 mg  |

| Vitamine               |           |
| ---------------------- | --------- |
| Gesamtkarotinoide 2    | 45 µg     |
| Thiamin (Vit. B1)      | 17 µg     |
| Riboflavin (Vit. B2)   | 50 µg     |
| Nicotinsäure (Vit. B3) | 410 µg    |
| Vitamin C 3            | 20–300 mg |

Der physiologische Brennwert beträgt 213 kJ (50 kcal) je 100 Gramm essbarem Anteil.